# Anather
Anather, auch Anathaddi, ist der Eigenname eines altägyptischen Kleinkönigs oder Fürsten der Zweiten Zwischenzeit (etwa 1650 bis 1550 v. Chr.), der sich bisher aber nicht genauer innerhalb dieser Epoche einordnen lässt.
Anather trägt den Titel „Heqa-chasut“ (Ḥq3-ḫ3swt), was übersetzt „Herrscher der Wüstenländer / Fremdländer“ bedeutet und wovon sich das Wort Hyksos ableitet. Er ist ein Herrscher, der bisher nur durch zwei Skarabäen belegt ist. Eines dieser Siegel befindet sich heute in einer Privatsammlung, das andere befand sich einst in der Michaelidis Sammlung. Vermutlich war er ein Kleinfürst einer Stadt in Südpalästina. Vielleicht gehört dieser König auch in die 15. Dynastie.
Der Name Anathaddi ist nordwestsemitisch und Thomas Schneider schlägt vor, dass dieser in etwa „Zuwendung des (Gottes) Hadad“ bedeutet.
Kim Ryholt datiert Anather anhand des Stiles der Siegel in die 12. Dynastie.